# Caecilia thompsoni
Espèce
Statut de conservation UICN

 LC  : Préoccupation mineure
Caecilia thompsoni est une espèce de gymnophiones de la famille des Caeciliidae.

## Répartition
Cette espèce est endémique de la vallée du río Magdalena en Colombie. Elle se rencontre entre 300 et 1 300 m d'altitude dans les départements de Tolima, de Cauca, de Cundinamarca et de Boyacá.

## Étymologie
Cette espèce est nommée en l'honneur de Kay Thompson.

## Publication originale
- Boulenger, 1902 : Descriptions of two new South-American apodal batrachians. Annals and Magazine of Natural History, ser. 7, vol. 10, p. 152-153 (texte intégral).